# Venétikos Potamós
Venétikos Potamós är ett vattendrag i Grekland. Det ligger i den norra delen av landet, 290 km nordväst om huvudstaden Aten.